# روزين مباكام
روزين مباكام (مواليد 10 يناير 1980) هي مخرجة كاميرونية تقطن في بلجيكا.

## مسيرتها

### بدايتها
ولدت روزين مباكام في الكاميرون لأسرة تقليدية من عرقية باميليكية حيث أمضت طفولتها في العاصمة ياوندي الكاميرونية.
بدأت في مجال السينما في عام 2001 بعد أن حصلت على تدريب في مجال الإعلام السمعي البصري في الكاميرون بين عامي 2001 و2004 في منظمة التوجيه التربوي الغير حكومية الإيطالية في ياوندي. انضمت بعدها إلى فريق القناة التلفزيونية الكاميرونية الخاصة «إس تي في» حيث عملت كمراسلة صحفية للصور ومديرة برامج من عام 2004 إلى عام 2007.
في عام 2007، غادرت إلى بلجيكا حيث سجلت في مدرسة تعليم الفنون السينمائي والمسرحي إنساس في بروكسل لمتابعة دراستها في السينما والإنتاج السمعي البصري لتتخرج منها في عام 2012.

### مسيرتها المهنية
قدمت روزين أول أفلامها إبان دراستها عام 2009. في عام 2011، شاركت في إخراج فيلم «مافنبوا» مع المخرج البلجيكي ميركو بوبوفيتش. بعد تخرجها، أخرجت وألفت أفلامًا وثائقية لصالح شركة الإنتاج «أفيكاليا».
في عام 2014، شاركت في تأسيس دار الإنتاج «تندور للإنتاج» "Tândor Productions".

## أعمالها

### أفلام
- 2010 : «الهدية»
- 2012 : «ستكون حليفي (فيلم قصير)»
- 2012 : «مافامبو» (فيلم قصير)
- 2013 : «أبواب الماضي»[9]
- 2016 : «وجهان لامرأة باميليكية» (فيلم وثائقي)
- 2018 : «عند الكوافيرة جولي» (فيلم وثائقي)
- 2021 : «أدعية دلفين» (فيلم وثائقي)

## جوائز وترشيحات
- 2017
- ( بلجيكا): مهرجان نامور السينمائي الدولي الفرنكوفوني - رؤية خاصة[12]
- ( فرنسا): الجمعية العمومية للأفلام الوثائقية - رؤية خاصة
- ( الكاميرون): مهرجان الشاشات السوداء - تنويه خاص
- ( البرتغال): مهرجان دو باو الدولي للأفلام الوثائقية - أفضل فيلم
- ( الهند): مهرجان دلهي السينمائي الدولي
- ( بلجيكا): لجنة الفلمنكية اليونسكو
- ( السنغال): مهرجان سانت لويس الدولي للأفلام الوثائقية - تنويه خاص
- ( بلجيكا): مهرجان التصوير بأي ثمن - بانوراما بلجيكية
- ( الولايات المتحدة): المهرجان السينمائي الدولي للجالية الأفريقية

- 2018
- ( ميونخ): مهرجان ميونخ الدولي للأفلام الوثائقية
- ( نيويورك): مهرجان نيويورك السينمائي الأفريقي
- ( لندن): مهرجان لندن السينمائي النسوي - أفضل وثائقي
- ( هولندا): مهرجان روتردام السينمائي الدولي

- 2019
- ( نيويورك): جمعية المؤلفين والمبدعين الإعلاميين - جائزة الاكتشاف
- ( تيكساس): مهرجان غرب افريقيا السينمائي
- ( نيويورك): مهرجان الأفلام الخفيفة - جائزة روح المهرجان
- ( واغادوغو): المهرجان الأفريقي للسينما والتلفزيون في واغادوغو - الترشيح لجائزة أفضل فيلم عن الفيلم الوثائقي «عند الكوافيرة جولي»
- ( لندن): جائزة المخرج السينمائي الدولي الناشئ - الترشيح لجائزة أفضل فيلم عن الفيلم الوثائقي «عند الكوافيرة جولي»

- 2021
- مهرجان سينيما الواقع الدولي للأفلام الوثائقية - جائزة لجنة التحكيم الشباب عن الفيلم الوثائقي «أدعية دلفين».[6]

## روابط خارجية
روزين مباكام على موقع IMDb (الإنجليزية)
- روزين مباكام على موقع قاعدة بيانات الفيلم (الإنجليزية)